# 羅徹斯特 (愛荷華州)
羅徹斯特（英語：Rochester）是位於美國愛荷華州錫達縣的一個人口普查指定地區。

## 人口
根據2010年美國人口普查的數據，羅徹斯特的面積為2.53平方千米，當中陸地面積為2.46平方千米，而水域面積為0.07平方千米。當地共有人口133人，而人口密度為每平方千米52.57人。